# Chute d'Erzurum
Guerre arméno-turque (1918) de la Campagne du Caucase
La Chute d'Erzurum en 1918 fut un événement marquant de la guerre qui opposa les troupes arméniennes aux forces turques.

## Contexte historique
La chute d'Erzurum en 1918 s'inscrit dans le contexte complexe de la région de Transcaucasie au début de cette année-là. À cette époque, la région était le théâtre de tensions croissantes entre les communautés arméniennes et turques, exacerbées par les événements de la Première Guerre mondiale. La région des Six vilayets, qui comprenait des territoires tels qu'Erzurum, Erzindjan et Kars, était au centre des rivalités territoriales et des aspirations nationales des différentes populations présentes dans la région. Les hostilités allaient bientôt éclater, mettant les troupes arméniennes face aux forces turques dans un conflit décisif pour le contrôle de ces terres disputées.

## Les combats autour d'Erzurum
Les environs d'Erzurum furent le théâtre d'affrontements violents entre les forces arméniennes et les troupes turques, avec la participation des tribus kurdes locales.

### Résistance arménienne et réaction des troupes turques
Les forces arméniennes, malgré leur nombre et leur expérience, se retrouvèrent en difficulté face à l'avancée des troupes turques soutenues par les tribus kurdes autochtones. Les combats furent intenses et ponctués de brefs engagements, mais les arméniens furent incapables d'opposer une résistance efficace aux troupes turques.

### Participation des tribus kurdes autochtones
Les tribus kurdes de la région, traditionnellement indépendantes et parfois en conflit avec les autorités ottomanes, s'allièrent aux troupes turques pour combattre les forces arméniennes. Leur soutien fut crucial dans la progression de l'armée turque autour d'Erzeroum.

## La défense d'Erzurum et la proclamation d'indépendance
La ville d'Erzurum devint un point critique dans le conflit opposant les forces arméniennes aux troupes turques, tandis qu'une déclaration d'indépendance ajouta un élément supplémentaire de complexité à la situation.

### Le rôle du général Andranik dans la défense d'Erzurum
Le général arménien Andranik, chargé de défendre Erzurum, se retrouva face à un défi majeur alors que les troupes turques approchaient de la ville. Malgré son expérience et sa réputation en tant que guérillero efficace, il se montra incapable d'empêcher la débandade de ses troupes face à la progression turque.

### La proclamation d'indépendance par le capitaine Torkom
En pleine période de conflit et de confusion, le capitaine Torkom, un leader arménien, proclama l'indépendance de l'Arménie à Erzurum. Cet acte symbolique fut marqué par une salve de 101 coups de canon, mais suscita également des tensions avec les officiers russes présents dans la région ainsi qu'une hostilité déclarée des musulmans locaux.

## Décision d'évacuer la ville
Face à la progression rapide des troupes turques et aux difficultés croissantes rencontrées lors de la défense d'Erzurum, les forces arméniennes prirent la décision difficile d'évacuer la ville.

### Conseil de guerre orageux
Confrontés à la menace imminente d'encerclement et de capture, les dirigeants militaires arméniens se réunirent en conseil de guerre pour délibérer sur la situation. Les discussions furent tendues et marquées par la panique croissante des troupes et des civils face à l'avancée des forces turques.

### La décision d'évacuation
Malgré leur supériorité numérique, les forces arméniennes réalisèrent qu'une résistance prolongée serait vaine et risquait d'entraîner des pertes massives. Dans ce contexte, le conseil de guerre prit la décision difficile mais pragmatique d'évacuer la ville pour préserver les vies et les ressources restantes.

### Retraite des troupes arméniennes et des réfugiés
L'évacuation d'Erzurum fut chaotique et marquée par des scènes d'épouvante. Les troupes arméniennes, mêlées aux réfugiés fuyant la ville, se débandèrent sur la route de Kars, tentant de trouver un refuge sûr loin des combats et des atrocités.

## Scènes d'épouvante et atrocités
La période entourant la chute d'Erzeroum fut marquée par des scènes d'épouvante et d'atrocités commises par différentes parties impliquées dans le conflit.

### Massacres de civils à Erzurum
Lorsque les troupes turques prirent le contrôle d'Erzurum après la retraite des forces arméniennes, des massacres de civils eurent lieu dans la ville. Des rapports font état d'exécutions sommaires et de violences infligées à des civils arméniens, sans distinction de sexe ou d'âge. Ces atrocités furent perpétrées par des éléments des forces turques et des milices kurdes.

### Conduite des troupes arméniennes lors de la retraite
Pendant leur retraite vers Kars, les troupes arméniennes, accompagnées de réfugiés, firent également preuve de violence et de désespoir. Certaines unités arméniennes se livrèrent à des actes de vengeance en tuant des musulmans qui croisèrent leur chemin, alimentant un cycle de violence et de représailles. Les troupes arméniennes en retraite pillèrent et incendièrent certains villages traversés, ajoutant encore à la souffrance des populations locales déjà affectées par les combats.

## Livres
- Anahide Ter Minassian, 1918-1920, la République d'Arménie, Editions Complexe, 2006 (ISBN 978-2-8048-0092-5, lire en ligne)
- (en) William Edward David Allen et Paul Muratoff, Caucasian Battlefields: A History of the Wars on the Turco-Caucasian Border 1828-1921, Cambridge University Press, 17 février 2011 (ISBN 978-1-108-01335-2, lire en ligne)